# Circus Black
Circus Black — четвёртый студийный альбом финской симфо-пауэр-метал-группы Amberian Dawn, выпущенный 29 февраля 2012 года.
На песню «Cold Kiss» был снят видеоклип. Последний альбом, в записи которого приняла участие вокалистка Хейди Парвиайнен.

Circus Black — самый впечатляющий альбом Amberian Dawn на сегодня. С музыкальной точки зрения он представляет собой наиболее сложные и наиболее симфонические части музыки Amberian Dawn. Здесь больше разнообразия, чем никогда ранее. Это первый раз, когда мы использовали реальный хор и… мы собрали некоторых действительно отличных профессиональных оперных певцов вместе, чтобы иметь возможность достигнуть наилучшего звучания хора. Этот хор дирижировал Mikko P. Mustonen из Pathos Music. Он также организовал хор и оркестровые части.
Нам удалось снова пригласить некоторых музыкантов мирового класса для записи в альбоме. Таким образом, производство является самой большим за всё время. Окончательной «полировкой» этого альбома занимался Tero-Pekka Virtanen (микширование) и Mika Jussila (мастеринг) на легендарной студии Finnvox в Финляндии.
Оригинальный текст (англ.)Circus Black is the most impressive AD album so far. Musically it represents the most sophisticated and most symphonic edge of AD-music. There’s more diversity on this album than never before. This is the first time we used a real choir and we gathered some really excellent professional opera singers together to be able to achieve the best sounding choir possible. This choir was conducted by Mikko P. Mustonen from Pathos Music. He also arranged the choir and orchestral parts.

We managed once again to get some world-class guests on this album. So, the production is our biggest so far and the final polish on this album was given by Teropekka Virtanen (mixing engineer) and Mika Jussila (mastering engineer) at legendary Finnvox Studios in Finland.
— Туомас Сеппала

## Список композиций
| №   | Название                                       | Длительность |
| --- | ---------------------------------------------- | ------------ |
| 1.  | «Circus Black»                                 | 3:48         |
| 2.  | «Cold Kiss»                                    | 3:30         |
| 3.  | «Crimson Flower»                               | 4:23         |
| 4.  | «Charnel’s Ball»                               | 4:46         |
| 5.  | «Fight»                                        | 3:19         |
| 6.  | «Letter»                                       | 4:28         |
| 7.  | «I Share with You This Dream»                  | 3:36         |
| 8.  | «Rivalry Between Good and Evil (instrumental)» | 3:59         |
| 9.  | «Guardian»                                     | 5:09         |
| 10. | «Lily of the Moon»                             | 4:07         |

## Участники записи
Основной состав
- Heidi Parviainen — вокал
- Tuomas Seppälä — клавишные, гитара, продюсирование, инженерия
- Kasperi Heikkinen — гитара
- Kimmo Korhonen — гитара
- Jukka Koskinen — бас-гитара
- Heikki Saari — ударные и перкуссия

Приглашённые музыканты
- Timo Kotipelto — вокал в композиции № 2
- Jens Johansson — клавишное соло в композиции № 3
- Nils Nordling, Tuomas Nieminen — вокал в композиции № 7
- Armi Pävinen — бэк-вокал в композиции № 2
- Mikko P. Mustonen — аранжировка оркестра и хора, программирование, дирижёр

Технический персонал
- Lari Takala — инженерия
- Tero-Pekka Virtanen — микширование
- Mika Jussila — мастеринг